# Berones
Los berones fueron un pueblo prerromano en las edades del Bronce y del Hierro de la península ibérica. Tanto las fuentes clásicas, como los investigadores modernos, consideran que los berones eran un pueblo celta, si bien no incluido entre los pueblos celtíberos.
Los límites geográficos de esta etnia son muy imprecisos, abarcaban un gran territorio en la depresión del río Ebro desde la Sierra de Cantabria hasta el río Cidacos, ocupando parte de las actuales Álava, Burgos, La Rioja y Navarra. Ciudades importantes de este pueblo fueron Oliba o Lybia, Tritio Metallo y Varia, esta última su urbe principal identificada con el yacimiento arqueológico de La Custodia en el término municipal de Viana en Navarra y cuyo castro defensivo pudo estar ubicado en el cercano Monte Cantabria. Posteriormente, en el antiguo territorio berón y junto al emplazamiento de Varia sería fundada la población romana de Vareia, de acuerdo a algunas hipótesis.
Fueron descritos por historiadores como Ptolomeo, Estrabón, Aulo Hircio o Tito Livio entre otros. Tito Livio los menciona en el relato de las Guerras Sertorianas del año 76 a. C. como enemigos de Sertorio y su ejército. Estrabón alude a su identidad explícitamente céltica y Aulo Hircio, en su libro Bellum Alexandrinum pone de manifiesto la bravura y posterior fidelidad a Roma de los guerreros berones.
Desaparecen como pueblo en las fuentes clásicas el año 72 a. C. tras el fin de las guerras sertorianas, aunque algunas poblaciones mantienen durante cierto tiempo su cultura debido a una romanización tardía.

## Antecedentes: Las migraciones célticas y la evolución berona

Pueblos prerromanos de la península ibérica.

Idiomas en la península ibérica en el

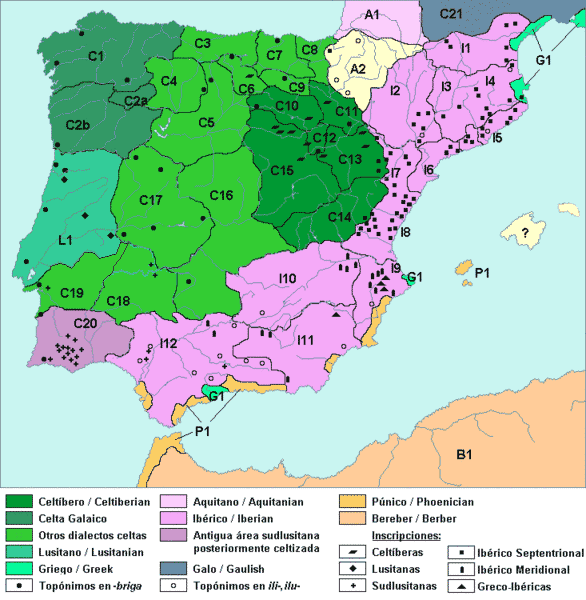
Familias lingüísticas de la península ibérica antes de la romanización
C1: Galaicos / C2b: Brácaros / C3: Cántabros / C4: Astures / C5: Vacceos / C6: Turmogos / C7: Autrigones-Caristios / C8: Várdulos / C9: Berones / C10: Pelendones / C11: Belos / C12: Lusones / C13: Titos / C14: Olcades / C15: Arévacos / C16: Carpetanos / C17: Vetones / C18-C19: Célticos / C20: Conios / L1: Lusitanos / I1: Ceretanos / I2: Ilergetes / I3: Lacetanos / I4: Indigetes / I5: Layetanos / I6: Ilercavones / I7: Sedetanos / I8: Edetanos / I9: Contestanos / I10: Oretanos / I11: Bastetanos / I12: Turdetanos / G21: Galos / G1: Griegos / P1: Fenicios/Cartagineses / B1: Bereberes.

### Hipótesis sobre las migraciones célticas a la península ibérica
Existen diferentes hipótesis sobre el momento en el que tuvieron lugar las migraciones y la procedencia de los celtas que colonizaron la península ibérica, básicamente se resumen en tres. La primera defendida por Henri d'Arbois de Jubainville siguiendo los topónimos, de una posible procedencia ligur, cuyos pueblos, según Adolf Schulten, no son indoeuropeos. La segunda defendida por Julius Pokorny, quien afirma que los indoeuropeos ilirios fueron los primeros colonizadores a través de los cursos fluviales hacia 1100 a C. y después a través de otras oleadas célticas hacia 500 a C. y el siglo III a. C.. Y una tercera hipótesis defendida por Pedro Bosch Gimpera y Jordi Maluquer de Motes, quienes nos hablan de una emigración constante a lo largo de los siglos con dos grandes auges, uno celta urnenfelder presionados por los ilirios por el Pirineo oriental desde 900 a C. hasta 600 a C. y otro auge por el Pirineo occidental en tres momentos: Un primer momento, hacia 650 a C. dos grupos de celsios celto-germanos de Westfalia, uno ocupando la línea del Ebro hasta Aragón y otro que por el desfiladero de Pancorbo va hacia la meseta (Las Cogotas, Numancia) y se distribuye por el bajo Tajo, Portugal, Extremadura, etc. incluso incrustándose con los Tartesios; un segundo momento hacia 600 a C. por el Pirineo occidental por unos sefes presionados por otros pueblos germánicos hacia la meseta norte, Galicia y zona de Salamanca, Extremadura (vetones) y Teruel (Turones); y un tercer momento hacia 570 a C. por pueblos celtas belgas del Bajo Rin y Mosela, asentándose entre el Ebro, los Pirineos y el mar Cantábrico (versiones, autrigones, caristios, nerviones, vacceos, etc.). Según esta hipótesis, los belos y titios descienden el valle del Jalón y celtizan a los lusones, que no eran celtas.

### Posible evolución étnica
Por tanto, según las hipótesis, los berones podrían proceder de pueblos celtas indoeuropeos ilirios a los que posiblemente se agregaron grupos celto-germanos, sefes y celtas belgas en diversos momentos en la Edad del Bronce y del Hierro, que se mezclaron con la población vascónica e ibera, ancestro nativo, de forma progresiva hasta la segunda etapa de la Edad del Hierro, dando lugar a un pueblo hallstáttico evolucionado o bien posthallstático, denominado de forma genérica celtíbero, próximo a la romanización.

### Evolución histórica

#### Los berones como pueblo
Se ha descrito a los berones como un pueblo colonizador, agricultor y ganadero que ocupó el valle del Ebro durante siglos desarrollando una cultura, cuyos elementos célticos llegaron a extender su influencia hasta el Bajo Aragón. Su identidad parcialmente céltica es palpable en parte de su toponimia y en las inscripciones y leyendas utilizadas en sus acuñaciones monetarias, en sus téseras y en la antroponimia vinculada a este pueblo encontrada en las inscripciones de Herramélluri. Se han identificado algunos lugares de culto vinculados a los berones, como es el caso de la Cueva de Santa Leocadia en el concejo alavés de Marquínez (en el municipio de Bernedo), donde se conserva un relieve en el que aparece representada la deidad céltica de Epona.

#### Cultura berona en su apogeo, el comienzo de la romanización
Prácticamente paralela a todas las etnias celtíberas del momento, hacia el siglo V a. C. contaban con un concepto urbano avanzado y definido, y una estructura social compleja, distribuyendo el dominio del espacio tribal de una forma ordenada. A la tradición agricultora y ganadera se sumaron otras, como la metalúrgica y alfarera. También están constatados cambios de costumbres, usos, tradiciones y creencias, pero como elementos de evolución más que de ruptura, al contacto con otras culturas.
En su período posthallstattico las pequeñas conglomeraciones de casas dispersas, propias de la cultura celta, fueron desapareciendo en contraposición a los complejos núcleos urbanos, con trazados de defensa y con un modelo político de estilo eminentemente tributario, los oppida. Estos jerarquizan y sirven de acrópolis a otros núcleos de menor entidad, formando todos ellos conjuntos poblacionales homogéneos. Esto favorece un impulso económico y demográfico importante.
Las élites aristocráticas toman un papel esencial en la gestión de las estructuras políticas de las ciudades-estado. En este momento tiene lugar la conquista romana (siglo II a. C.). Los escritores clásicos comienzan a narrar las hazañas bélicas romanas mencionando algunos grupos étnicos de la península ibérica, como los vascones, los autrigones, los celtíberos, etc. aunque estos no tuvieran entidad política de facto, salvo la que recaía en las ciudades-estado mencionadas. Los vínculos entre estas ciudades debieron basarse en lazos culturales, en tradiciones comunes o quizá en entroncamientos familiares, ancestros comunes o por compartir orígenes desde las migraciones celtas.
Hay que tener en cuenta que es muy posible que las fuentes clásicas (Tito Livio, Estrabón, Ptolomeo, Plinio, etc.) no contemplasen la realidad que entendían las comunidades indígenas a la colonización romana y que están redactadas desde el punto de vista exógeno del dominador. Por tanto las descripciones, catalogaciones y hechos que narran han de tenerse en cuenta con prudencia.

## Arqueología
Según los hallazgos, existen núcleos berones de diferente evolución, con más o menos incidencia ibera, y algunos de ellos sin apenas evolución desde la Edad del Bronce, manteniendo toda su pureza cultural.

## Geografía y posibles límites territoriales: elAger Beronum
Las primeras menciones históricas a este pueblo lo refieren como asentado ya a partir del siglo II a. C. en la zona de la actual Rioja y el extremo occidental de Navarra. Las citas clásicas se refieren a su presencia en el siglo I a. C. ya como comunidad estable (Estrabón), que en las Guerras Sertorianas tomará partido contra el ejército de Sertorio (Tito Livio), quien los derrotaría en el transcurso de la contienda. Se conjetura que como grupo pudieron estar desarrollando una cultura trashumante desde el siglo IV a. C. hasta su ubicación definitiva.
El área de su máxima extensión suele situarse por el norte en la sierra de Cantabria (con mayor o menor penetración en el territorio de la actual Álava según las fuentes). Sin embargo, las fuentes son relativamente tardías y desde el punto de vista romano, por lo que es probable, a tenor de los hallazgos arqueológicos relacionados con la cultura celta, como los encontrados en el Cerro de San Formerio en Pangua y los topónimos de origen indoeuropeo de la zona, que la cultura berona se extendiera realmente a través de pequeños castros de menor entidad, lugares de culto y zonas defensivas o ligadas al pastoreo hasta el condado de Treviño, siendo este la frontera real de esta cultura. La influencia de los berones, y a tenor de la importancia que adquirió el poblado de la Hoya, fue más allá de la sierra de Cantabria, al menos antes de la llegada de los romanos. Por el este limitaría cerca de la actual Calahorra, discutible por su vasquización tardía después de la derrota contra Pompeyo Ptolomeo, con vascones y celtíberos, por el oeste con el río Tirón (en donde limitaban con el área de poblamiento de los autrigones) y la sierra de la Demanda y por el sur con la Tierra de Cameros y el norte de la actual provincia de Soria (donde eran vecinos de los pelendones).
Los principales ciudades fueron:
- Varia, Vareia o Vereia (La Custodia, Viana), referida como ciudad más importante de los berones.
- El Cerro de Cantabria de Logroño.
- Libia (actual Herramélluri o Leiva).
- Tritium (actual Tricio).
- Bilibium (posteriormente sería Bilibio) junto a las Conchas de Haro, donde se separan las provincias de Burgos, Álava y La Rioja.
- La Hoya (Laguardia) y Santa Engracia (Laguardia) eran asentamientos importantes de la cultura berona.
- "San Martin de Berberana" en Agoncillo, la antigua Barbariana.

Es tema discutido todavía si los habitantes de Kalakoricos (actual Calahorra), que se aliaron con Sertorio en el marco de las Guerras Sertorianas y a los que Pompeyo derrotó definitivamente, eran berones, pertenecían a otro pueblo celtíbero distinto o incluso si eran vascones, sin que hasta las fechas la parquedad del relato de Tito Livio y el respaldo de las fuentes arqueológicas hayan logrado aclarar la adscripción étnica de esta ciudad. Tito Livio no hace precisión sobre la filiación de los calagurritanos y siglo y medio después de la derrota de la ciudad a manos de Pompeyo Ptolomeo cita a Calagurris como ciudad vascona.
Otros asentamientos de la cultura berona en la Rioja alavesa se encuentran en el "Monte San Quiles" (Baños de Ebro), "Alto de Castejón" en Navaridas, Salinillas de Buradón y Elvillar. En el condado de Treviño, el "Cerro de San Formerio" en Pangua y el yacimiento de "Ausejas" en Ocilla y Ladrera. Al sur de Álava en el entorno de Pipaón y pendiente de excavaciones, han aparecido distintos lugares de la Edad del Bronce/Hierro que vienen a confirmar la importancia de la cultura de los berones y el poblado de la Hoya.

## La cultura berona en la actualidad
En la actualidad se siguen excavando los yacimientos arqueológicos propios de este pueblo y documentando para un mejor conocimiento de esta cultura y sus límites geográficos, así como de su difusión. De forma aproximada, el pueblo y la cultura de los berones ocuparon gran parte de lo que hoy es la comunidad autónoma de La Rioja, así como la Rioja alavesa y el condado de Treviño, lo que ha servido de base para que algunas corrientes del riojanismo hablen del concepto de "Beronia-La Rioja" como sujeto político resultante de la unión de las dos Riojas y el condado de Treviño. El término de Beronia en este caso tendría un matiz similar a los términos Vasconia y Cantabria, que delimitan de forma aproximada los lugares que ocuparon estas culturas prerromanas.

### Artículos
- GIL DEL RÍO, ALFREDO: Los berones: enigmas y leyendas en un mundo fantástico y mitológico: Beronia, Rioxa, La Rioja. Madrid, Editec@Red (2006). ISBN 84-934510-1-0
- GIL DEL RÍO, ALFREDO: El enigma de los berones: a la búsqueda del pasado. Zaragoza, Tipo-Línea (1981). ISBN 84-300-4328-4
- SAN VICENTE GONZÁLEZ DE ASPURU, JOSÉ IGNACIO: Algunas posibles emisiones monetarias de autrigones y caristios. Estudios de Arqueología Alavesa, ISSN 0425-3507, N.º. 26, 2011, págs. 82-94
- PÉREZ VILATELA, LUCIANO: Génesis autorística de las fuentes del siglo I a. C. sobre los berones.Berceo, ISSN 0210-8550, N.º 114-115, 1988, págs. 39-50
- LABEAGA MENDIOLA, JUAN CRUZ: Los Berones, Vareia y el poblado de la Custodia. Trabajos de arqueología Navarra, ISSN 0211-5174, N.º 14, 1999-2000, págs. 205-224
- GARCÍA-BELLIDO GARCÍA DE DIEGO, MARÍA PAZ: Sobre la moneda de los íberos. Revista de estudios ibéricos, ISSN 1135-2299, N.º 3, 1998, págs. 109-126
- FATÁS CABEZA, GUILLERMO: Para una Etnogeografía de la Cuenca Media del Ebro. Complutum, ISSN 1131-6993, N.º 2-3, 1992 (Ejemplar dedicado a: Paleoetnología de la península ibérica: actas de la Reunión celebrada en la Facultad de Geografía e Historia de la Universidad Complutense, Madrid, 13-15 de diciembre de 1989 / coord. por Gonzalo Ruiz Zapatero, Martín Almagro Gorbea), págs. 223-232
- SOLOVERA SAN JUAN, ESTHER Y GARABITO GÓMEZ, TOMÁS: La religión indígena y romana en La Rioja de los berones. Hispania antiqua, ISSN 1130-0515, N.º 8, 1978, págs. 143-200
- ALBERTOS, MARÍA LOURDES: El culto a los montes entre los Galaicos, Astures y Berones y algunas deidades más significativas. Estudios de Arqueología Alavesa, ISSN 0425-3507, N.º. 6, 1974 (Ejemplar dedicado a: Homenaje a Domingo Fernández Medrano), págs. 147-157
- ORTIZ DE URBINA ALAVA, ESTÍBALIZ: Autrigones, caristios, várdulos, berones. Contribuciones historiográficas (1983-2003) relativas a su evolución en época prerromana y romana. Vasconia: Cuadernos de historia - geografía, ISSN 1136-6834, N.º 34, 2005 (Ejemplar dedicado a: 20 Años de historiografía vasca: revista vasconia (1983-2003)), págs. 47-88
- COLLADO CENZANO, LUIS V.: La identidad de los Berones bajo la romanización. Berceo, ISSN 0210-8550, N.º 150, 2006, págs. 91-114
- GARCÍA-BELLIDO GARCÍA DE DIEGO, MARÍA PAZ: Notas numismáticas sobre berones y su territorio. Pueblos, lenguas y escrituras en la Hispania prerromana: actas del VII Coloquio sobre Lenguas y Culturas Paleohispánicas (Zaragoza, 12 a 15 de marzo de 1997) / coord. por Francisco Beltrán Lloris, Francisco Villar, 1997, ISBN 84-7800-094-1, págs. 203-220

### Libros
- MARCOS POUS, ALEJANDRO: Miscelánea de Arqueología Riojana. Imprenta Moderna, Logroño (1973). ISBN 84-400-6782-8
- GIL DEL RÍO, ALFREDO: Los berones, a la búsqueda del pasado. (1988). ISBN 84-404-1338-6
- VILLACAMPA RUBIO, MARÍA ANGUSTIAS: Los berones según las fuentes escritas. Editorial Ochoa, Logroño (1980). ISBN 84-7359-093-7
- PASCUAL FERNÁNDEZ, JESÚS MARÍA; SAN MIGUEL NAVARRO, LUIS CARLOS Y GAJATE GARCÍA, JOSÉ MARÍA: La Beronia (1998). ISBN 84-605-8967-6